# Oddo Stocco
Monsignor Oddo Stocco (Caerano di San Marco, 30 giugno 1892 – San Zenone degli Ezzelini, 4 agosto 1958) è stato un presbitero italiano.

## Biografia
Dopo gli studi, compiuti dapprima nel collegio dell'Istituto Cavanis "Collegio Canova" a Possagno, gestito dai Padri Cavanis, e poi in quello dei Salesiani di Mogliano Veneto, nel 1912 entrò nel seminario vescovile di Treviso e il 7 aprile 1917 fu ordinato sacerdote dal vescovo Andrea Giacinto Longhin. Venne quindi mandato come cappellano coadiutore nelle parrocchie di Istrana, Salzano, Caerano di San Marco e San Martino di Lupari, dove riorganizzò l'Azione Cattolica e si occupò del reinserimento dei reduci della prima guerra mondiale, fondando anche la sezione luparese dell'Unione Nazionale Reduci.
Nel 1923, divenuto parroco di Pederobba, dove contribuì con iniziative pastorali post-belliche e in favore dei giovani.
Nel 1931 il vescovo Andrea Giacinto Longhin lo nominò arciprete di San Zenone degli Ezzelini, dove sarebbe rimasto per quasi un ventennio. Qui nei primi anni attivò tre asili, realizzando un cinema-teatro parrocchiale e fondando una banda. Con lo scoppio della seconda guerra mondiale curò particolarmente la corrispondenza con i soldati al fronte, operata mediante il periodico parrocchiale: si stima che scrivesse dalle 50 alle 70 lettere al mese. Tra il 1943 e il 1945, con l'aiuto di 22 famiglie, diede ospitalità a 53 persone di fede ebraica, salvandole dai campi di sterminio nazisti, e protesse anche i suoi parrocchiani dalle repressioni di fascisti e tedeschi. Nel 1945, dopo che una grandinata aveva distrutto i raccolti nei dintorni di San Zenone, intervenne per acquistare dal Polesine 6000 quintali di grano.
Con riscritto pontificio del 17 maggio 1947, fu nominato cameriere segreto soprannumerario del Papa e ricevette il titolo onorifico di monsignore. Per l'occasione, l'amministrazione comunale di San Zenone degli Ezzelini pubblicò un volume-ricordo.
Nel 1949, il nuovo vescovo di Treviso Antonio Mantiero gli propose il trasferimento a San Bartolomeo in Salzano, nella parrocchia che dal 1867 al 1875 era stata guidata da don Giuseppe Sarto, poi san Pio X. Data la pesante situazione economica, monsignor Stocco affiancò le attività alla costituzione di una sorta di ufficio di collocamento, con il quale riuscì a trovare qualche centinaio di posti di lavoro. Anche nella nuova comunità diede impulso all'Azione Cattolica e realizzò altre attività, e per dare una risposta al precario stato di salute dei bambini, per cinque anni organizzò una colonia alpina a Predazzo. Prima della morte, occorsa nel 1958, arricchì la chiesa di due cicli di affreschi, uno sulla diffusione del messaggio cristiano e l'altro su san Pio X.

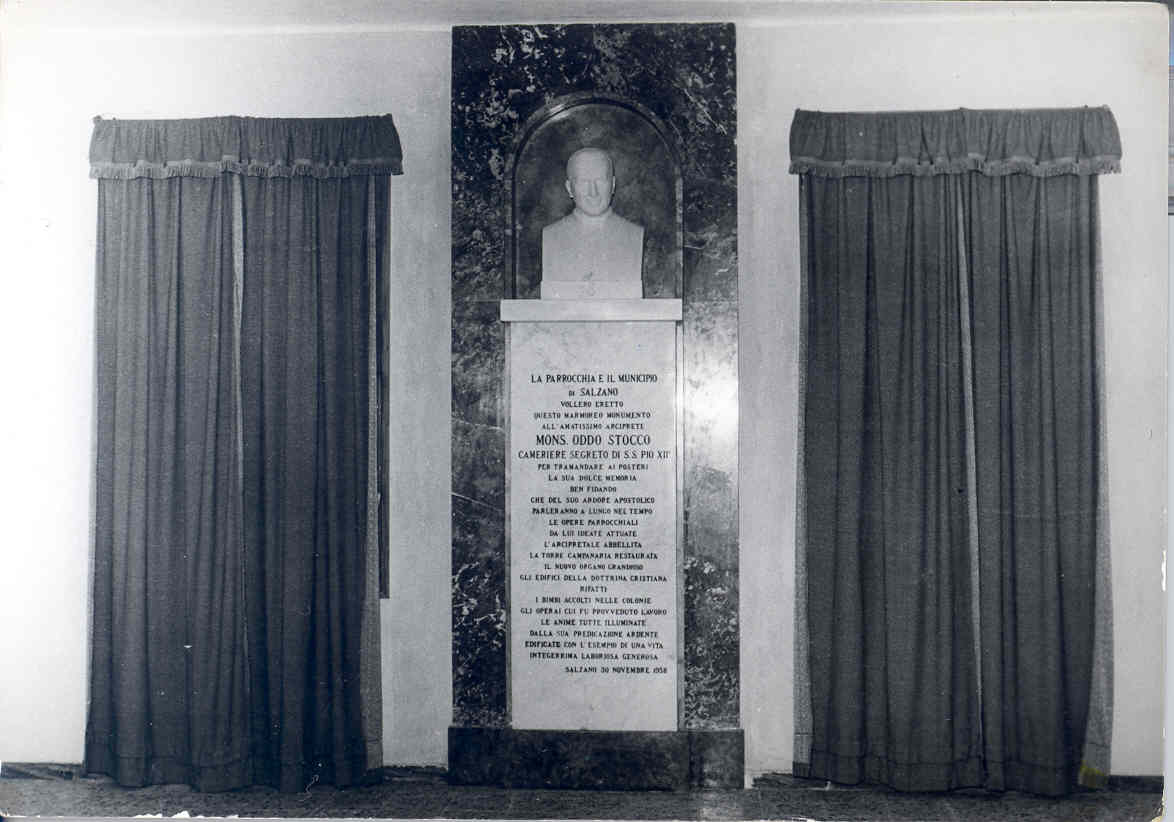
Salzano - monumento a mons. Oddo Stocco, realizzato nel novembre 1958 nella sala a lui dedicata nella "Casa della Comunità"

## Studi e riconoscimenti
A Salzano subito dopo la morte, occorsa nel 1958, fu ricordato con le parole di "Sacerdos Piissimus, Magister Eloquentissimus", incise sulla tomba, e con un busto ospitato negli ambienti della parrocchia. Nel 2002 gli venne dedicata una via nel centro del comune.
Solo dopo 50 anni dalla scomparsa del sacerdote, le iniziative in favore degli ebrei che aveva compiuto tra il 1943 e il 1945 furono portate alla luce. Le testimonianze di diversi ebrei salvati, ancora viventi a Venezia, Genova, Toronto e Sydney, e l'intera documentazione raccolta sono stati dapprima resi noti con un convegno, nel 2006, e poi pubblicati nel 2008. È stata quindi presentata allo Yad Vashem di Gerusalemme una domanda per il riconoscimento di "Giusto tra le Nazioni" per Stocco, che il 20 febbraio del 2011, è stato proclamato “Giusto tra le Nazioni” dallo Yad Vashem di Gerusalemme, l'Ente nazionale israeliano per la Memoria della Shoah e il ricordo delle persone che rischiarono le loro vite per aiutare gli ebrei.
Il 29 giugno 2012 presso la chiesa parrocchiale di Pederobba, in occasione della festività dei Santi patroni Pietro e Paolo, è stata inaugurata una targa in memoria di Monsignor Oddo Stocco, parroco del paese dal 1923 al 1931.